# NGC 5093
NGC 5093 (również PGC 46472 lub UGC 8373) – galaktyka spiralna (Sa), znajdująca się w gwiazdozbiorze Psów Gończych. Odkrył ją William Herschel 18 marca 1787 roku. Jest to galaktyka z aktywnym jądrem typu LINER.